# Cupania liberiana
Cupania liberiana är en kinesträdsväxtart som beskrevs av G. Guarim Neto. Cupania liberiana ingår i släktet Cupania och familjen kinesträdsväxter. Inga underarter finns listade i Catalogue of Life.